# 마보리촌
마보리촌(馬堀村)은 니가타현 니시칸바라군에 설치되었던 촌이다.